# 加尔蒂
加尔蒂是奥地利蒂罗尔州兰德克县的一个市镇。总面积121.2平方公里，总人口878人，人口密度7.2人/平方公里（2005年）。